# Высокогорная тундра внутренних районов
Высокого́рная ту́ндра вну́тренних райо́нов (англ. Interior Yukon-Alaska alpine tundra) — североамериканский континентальный экологический регион тундры, выделяемый Всемирным фондом дикой природы.

## Расположение
Высокогорная тундра внутренних районов занимает юг Центрального Юкона, восток Центральной Аляски и несколько изолированных областей на Аляске.